# Adirondack Phantoms
Adirondack Phantoms – amerykański klub hokejowy z siedzibą w Glens Falls. Drużyna występuje w rozgrywkach American Hockey League.
Pod względem formalnym licencji, w przeszłości klub działał jako Philadelphia Phantoms (1996-2009). W nowym mieście i pod obecną nazwą Adirondack Phantoms zespół funkcjonował od 2009 do 2014. W 2014  jego następcą został Lehigh Valley Phantoms.
Drużyna stanowi zespół farmerski dla klubu Philadelphia Flyers w NHL.
Lodowiskiem klubu jest obiekt Glens Falls Civic Center.
W latach 1979–1999 w mieście działał zespół Adirondack Red Wings.